# Point Celeste

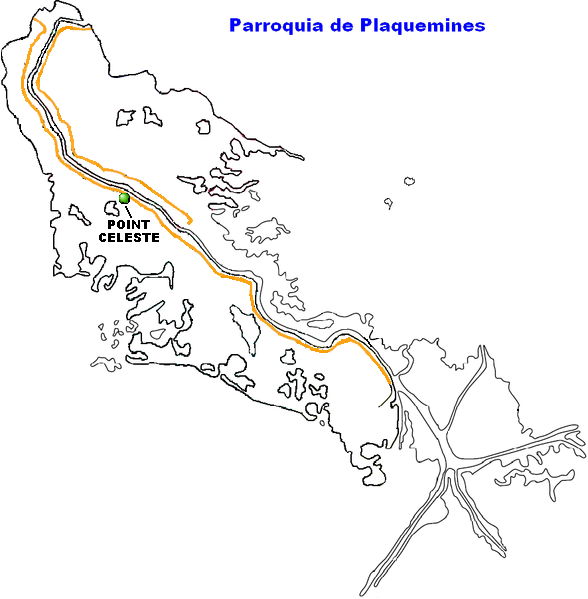
Localización de Point Celeste en el mapa de la Parroquia de Plaquemines.

Point Celeste es una pequeña localidad ubicada sobre el delta del Misisipi, dentro de la parroquia de Plaquemines, en el estado de Luisiana, Estados Unidos.

## Geografía
La localidad de Point Celeste se localiza en 29°35′53″N 89°50′53″O / 29.59806, -89.84806. Esta comunidad posee sólo tres metros de elevación sobre el nivel del mar, convirtiéndola una zona proclive a las inundaciones. Su población se compone de menos de doscientos habitantes. Esta comunidad se localiza a cuarenta y seis kilómetros de Nueva Orleans la principal ciudad de todo el estado, y a 532 kilómetros del aeropuerto internacional más cercano, el (IAH) Houston George Bush Intercontinental Airport.